# Shūsui Kōtoku
Shūsui Kōtoku (幸徳 秋水, Kōtoku Shūsui, 5 novembre 1871 - 24 janvier 1911), de son vrai nom Denjirō Kōtoku (幸徳 傳次郎, Kōtoku Denjirō), est un journaliste japonais socialiste puis communiste libertaire.
Pacifiste à ses débuts, il lutte contre la guerre russo-japonaise. Il est aussi l'élève de Chōmin Nakae, grand homme politique, écrivain et philosophe.
Il est exécuté pour trahison par le gouvernement japonais, et est généralement considéré comme martyr par les anarchistes.

## Biographie

### Journaliste socialiste
Kōtoku est né dans ce qui était la ville de Nakamura (en) dans la préfecture de Kōchi, actuellement la ville de Shimanto. Il déménage à Tōkyō vers 15 ans et fait des études de médecine. Il est expulsé en 1887 pour raisons politiques et rejoint Chōmin à Ōsaka. En 1893, il devient journaliste et, en 1898, entre au Every Morning News, quotidien radical. En 1901, il publie son premier livre L'impérialisme, monstre du 20e siècle, puis en 1903 L'essence du socialisme. Avec un ancien compagnon journaliste, Toshihiko Sakai, il crée l'hebdomadaire La Plèbe (Heimin Shimbun). Son journal sera interdit par la suite lors des prémices de la guerre russo-japonaise en octobre 1903. En effet, malgré la censure existante, ce journal s'oppose à la guerre, ce qui met ses éditeurs dans l'embarras juridique en de nombreuses occasions. Kōtoku purgera une condamnation pour « propagande subversive » de 5 mois de prison en 1905. Lors de son emprisonnement, Kōtoku découvre les œuvres de Pierre Alexeiévitch Kropotkine. Selon lui, cette lecture sera la cause de son adhésion à la philosophie anarchiste.

### Voyage aux États-Unis
En novembre, après sa libération, Kōtoku part aux États-Unis. Il entreprend alors une critique sévère au sujet de l'Empereur Meiji et de sa politique. En même temps, il prend des contacts dans les milieux anarchistes et syndicalistes. En Californie, il commence une correspondance soutenue avec Kropotkine et commence la traduction de Conquête du pain (Pan no Ryakushu), qu'il distribuera plus tard au Japon.

### Retour au Japon
Kōtoku retourne au Japon en juin 1906. Une conférence publique est tenue le 28 du même mois pour lui souhaiter la bienvenue. Il y tient un discours sur « La montée du mouvement révolutionnaire mondial », qu'il dit aller à l'encontre de la politique parlementaire (par exemple les partis politiques marxistes), et en faveur d'une grève générale en tant que « moyen d'une révolution future ». Ce point de vue anarcho-syndicaliste, en progression aux États-Unis à l'époque, avec la fondation des Industrial Workers of the World, montre clairement l'influence américaine sur Kōtoku.
Son discours est suivi de nombreux articles, le plus connu d'entre eux étant The Change in My Thought (on Universal Suffrage) (« Le Changement dans mes idées (sur le suffrage universel) »). Dans ces articles, Kōtoku préconise l'action directe plutôt que les objectifs politiques tels le suffrage universel, ce qui choque nombre de ses camarades. Est ainsi importée dans le mouvement ouvrier japonais l'opposition entre anarcho-communistes et sociaux-démocrates. La scission est consommée lorsque le Journal du peuple arrête sa publication en avril 1907 et est remplacé deux mois plus tard par deux autres journaux : le social-démocrate Social News et le Ōsaka Common People's Newspaper, qui revendique des origines anarchistes, plus en faveur d'actions directes.

### L'«Incident de haute trahison»
Bien que les méthodes anarchistes durant cette époque soient pacifiques (type propagande), quelques groupes disparates adoptent un comportement plus violent de type terroriste révolutionnaire. En général, la répression policière consistant en l'interdiction des publications ou des partis tels que le Parti démocrate japonais suffit à bloquer les organisations. Il n'y a pratiquement aucun incident, si ce n'est lorsque quatre anarchistes transportant des bombes sont arrêtés. Le gouvernement utilise cette affaire pour liquider le mouvement anarchiste sous l'accusation de complot de meurtre sur la personne de l'empereur Meiji, et 26 militants ou sympathisants sont jugés. Le 18 janvier 1911, 24 d'entre eux sont condamnés à mort, dont la moitié seront exécutés. Kōtoku est pendu avec dix autres condamnés le 24 janvier 1911. L'unique femme condamnée, Sugako Kanno, est exécutée le lendemain en raison de la tombée de la nuit. Cet épisode de l'histoire sera appelé plus tard l'« Incident de haute trahison » (大逆事件, Taigyaku Jiken).

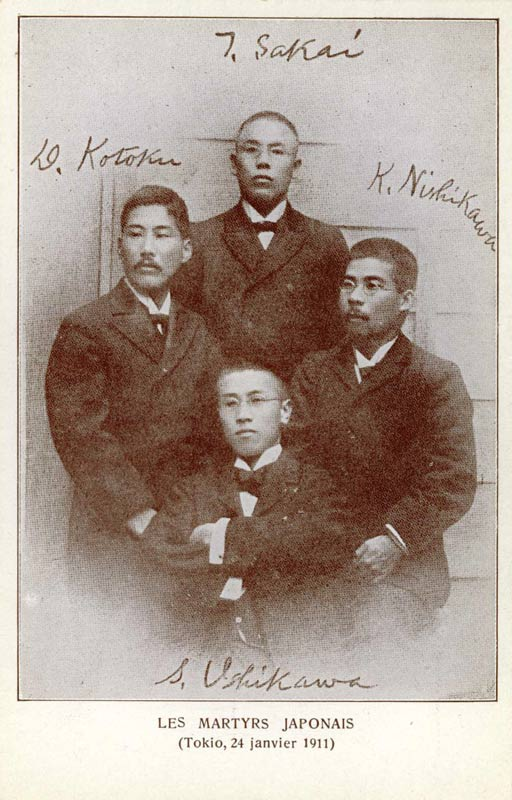
"Les martyrs japonais" (1911) (carte postale avec les portraits de Denjirō Kōtoku, Toshihiko Sakai, Sanshirō Ishikawa et Kōjiro Nishikawa.

## Dans la fiction
Shūsui Kōtoku est le personnage principal du 4e volume de la saga Au temps de Botchan, manga de Jirō Taniguchi sur un scénario de Natsuo Sekikawa (ja) (Éditions du Seuil). Ce manga retrace la naissance d'un nouveau Japon sur les cendres de l'ère Meiji au travers de la vie des intellectuels de cette époque : Natsume Soseki (vol. 1 & 5), Takuboku Ishikawa (vol. 2), Ōgai Mori (vol. 3) et Shūsui Kōtoku (vol. 4) entre autres.

## Œuvre
- Shūsui Kōtoku, L'impérialisme, le spectre du XXe siècle, [1901], traduit par Christine Lévy, CNRS, 2008.